# Oktopamin

Strukturformel

Oktopamin är en signalsubstans som förekommer i nervsystemet av olika ryggradslösa djur men även i några växter, till exempel citron.
Hos däggdjur kan oktopamin mobilisera frisättningen av fett från adipocyter (fettceller), vilket har lett till att det marknadsförs på internet som ett viktminskningspreparat. Frisläppt fett kan dock snabbt tas upp av andra celler, det finns inga bevis för att oktopamin underlättar viktminskning. Oktopamin kan också öka blodtrycket, speciellt när det kombineras med andra stimulantia, som i vissa viktminskningspreparat.